# Dunkirkmax
Dunkirkmax – statek o maksymalnych wymiarach gabarytowych umożliwiających zawinięcie do portu w Dunkierce.
Wielkość statku ograniczona jest długością wynoszącą 289 metrów i szerokością 45 m. Statki tej wielkości zalicza się do klasy capesize (podobne – Newcastlemax i Setouchmax). Obecnie teoretyczne wielkości wymiarów statków przedstawiają się następująco:
- zanurzenie 17 m
- szerokość 45 m
- długość 289 m
- nośność 175 tysięcy DWT dla statków całkowicie załadowanych.

Są to przede wszystkim masowce przewożące rudę żelaza na potrzeby przemysłu hutniczego.